# 新郷 (所沢市)
新郷（しんごう）は、埼玉県所沢市の大字。3ヶ所の飛地状に散在する。郵便番号は359-0016。

## 地理
所沢市内の東部、柳瀬地区に所属し、
JR武蔵野線東所沢駅の北方で関越自動車道所沢インターチェンジの西方向に位置する。 当地は近隣の日比田の周囲3ヶ所に飛地状に点在し、周辺の亀ケ谷、東所沢、東所沢和田、松郷、下安松（飛び地）と隣接する。西側の地内を国道463号（浦和所沢バイパス）が通過し、南側の境界は東川に接している。

### 河川
- 東川

橋梁
- 新日比田橋
- 稲荷橋

## 歴史
旧入間郡柳瀬村。東所沢の住居表示実施前の新郷のうち大部分が現在の東所沢2丁目であり、東所沢1丁目、3丁目と東所沢和田3丁目の一部であった。
- 1889年（明治22年）4月1日 - 町村制施行に伴い、坂之下村、城村、南永井村、亀ヶ谷村、日比田村、本郷村が合併し、柳瀬村が成立する。
- 1951年（昭和26年） - 大字日比田、大字亀ケ谷、大字本郷、大字城より一部が分離[6]、柳瀬村の大字新郷が成立する。
- 1955年（昭和30年）4月1日 - 柳瀬村が所沢市・三ヶ島村と合併し、所沢市の大字となる。
- 1986年（昭和61年）8月31日 - 区画整理に伴う町名・地番変更で一部が東所沢和田および東所沢になり分離[7]。

## 世帯数と人口
2017年（平成29年）9月30日現在の世帯数と人口は以下の通りである。
| 大字 | 世帯数 | 人口 |
| ---- | ------ | ---- |
| 新郷 | 18世帯 | 41人 |

## 小・中学校の学区
市立小・中学校に通う場合の学区（校区）は以下の通り
| 町丁 | 番・番地 | 小学校                       | 中学校                       |
| ---- | -------- | ---------------------------- | ---------------------------- |
| 新郷 | 全域     | 所沢市立柳瀬小学校（坂之下） | 所沢市立柳瀬中学校（坂之下） |

## 交通

### 鉄道
地内に鉄道は敷設されていない。最寄駅は、JR武蔵野線 東所沢駅（約1 km南）。

### 道路
- 国道463号（浦和所沢バイパス）
- 市道「東所沢駅前通り」
- 市道「柳瀬資料館通り」

交差点
- 「新郷」

バス
- 地内のバス停は「新日比田橋」

（西武バス「所59」系統 所沢駅東口行き/エステシティ所沢行き）

## 施設
- 日比田調節池（一部）